# Down in the Hole
«Down in the Hole» —en español: «Tirado en el agujero»— es una canción de la banda británica de rock The Rolling Stones, incluida como pista número 7 de su álbum Emotional Rescue, publicado 20 de junio de 1980. Fue lanzada como lado B del primer sencillo del álbum, «Emotional Rescue».
Es un blues lento escrito por Mick Jagger y Keith Richards. Fue grabada entre los meses de junio y octubre de 1979, en los estudios Pathé Marconi, en París, Francia. Contó con la producción de The Glimmer Twins y Chris Kimsey fue el ingeniero de sonido de las sesiones.
Desde su lanzamiento «Down in the Hole» nunca ha sido tocada en vivo, ni ha sido incluida en ningún álbum recopilatorio de la banda.

## Personal
Acreditados:
- Mick Jagger: voz
- Keith Richards: guitarra eléctrica.
- Charlie Watts: batería.
- Bill Wyman: bajo.
- Ron Wood: guitarra eléctrica.
- Sugar Blue: armónica.